# Ислам в Кувейте
Ислам — религия большинства граждан Кувейта.

## Состав
Мусульмане составляют большинство населения, около 85%, в том числе около 65 % — сунниты, и около 35 % — шииты. 
Зарегистрированы более 100 суннитских мечетей и более 40 шиитских мечетей.
В кувейтском обществе существуют и некоторые другие малочисленные мусульманские секты.